# Narasimharajapura
Narasimharajapura é uma panchayat (vila) no distrito de Chikmagalur, no estado indiano de Karnataka.

## Geografia
Narasimharajapura está localizada a 13° 37′ N, 75° 31′ L. Tem uma altitude média de 643 metros (2109 pés).

## Demografia
Segundo o censo de 2001, Narasimharajapura tinha uma população de 7441 habitantes. Os indivíduos do sexo masculino constituem 51% da população e os do sexo feminino 49%. Narasimharajapura tem uma taxa de literacia de 77%, superior à média nacional de 59,5%: a literacia no sexo masculino é de 82% e no sexo feminino é de 73%. Em Narasimharajapura, 12% da população está abaixo dos 6 anos de idade.